# Panos Koronaios

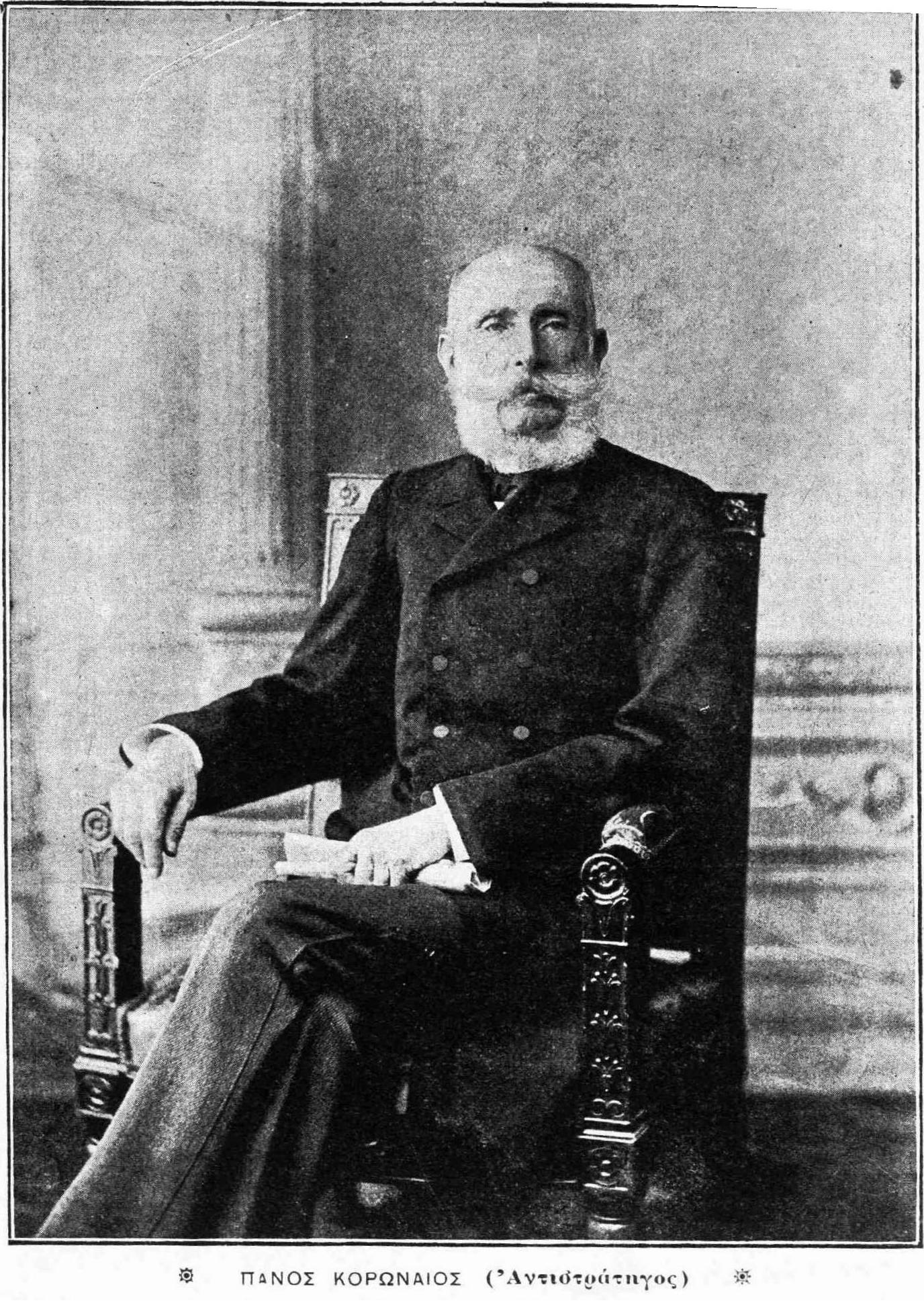
Panos Koronaios en 1899.

Panos Koronaios (en grec moderne : Πάνος Κορωναίος) est un militaire et un homme politique grec né en 1809 à Cythère et décédé le 17 janvier 1899.
Il commanda les volontaires grecs partis aider les Russes assiégés dans Sébastopol pendant la guerre de Crimée.
Lors de l'insurrection crétoise de 1866-1869, il fut le général des forces révolutionnaires de la région de Réthymnon. 